# 約翰斯維爾 (馬里蘭州)
約翰斯維爾（英語：Johnsville）是位於美國馬里蘭州弗雷德里克縣的一個非建制地區。

## 地理
約翰斯維爾所處的海拔為高於海平面177米（即581英呎），而該地所採用的時區為UTC-5，即北美东部時區（EST）。同時該地設有夏令時間，為UTC-5調快一小時，即UTC-4（EDT）。